# Партенис, Константинос
Константинос Партенис (греч. Κωνσταντίνος Παρθένης, 10 мая 1878, Александрия — 25 июля 1967, Афины) — родившийся в Египте греческий художник, учитель Янниса Моралиса, Никоса Хатзикириакоса-Гикаса и Никоса Энгонопулоса.

## Биография
Константинос Партенис родился в 1878 году в Александрии. Отец его был греком, а мать итальянкой. В период с 1895 по 1903 год учился живописи в Академии изящных искусств в Вене у немецкого художника Эрнста Диффенбаха, параллельно посещал занятия при Венской консерватории (ныне Венский университет музыки и исполнительского искусства). В Вене состоялась его первая выставка в 1899 году в Boehms Künstlerhaus, а в следующем 1900 работы Партениса были выставлены в Афинах.
В 1903 году он переехал в Грецию, сначала только чтобы заниматься живописью. До 1907 года он жил на острове Порос, где создал фрески в церкви святого Георгия. В 1908 году он работал над созданием фресок в церкви святого Георгия в Каире. С 1909 по 1914 год жил в Париже, где впервые познакомился с импрессионизмом и наконец сформировал свой собственный стиль. В Париже он принимал участие в выставках и получил несколько наград в 1910 и 1911 годах.
В 1915 года он переехал на Керкиру, а в 1917 году поселился в Афинах. В том же 1917 году вместе с Николаос Литрасом, Константиносом Малеасом и Теофрастосом Триантафиллидисом и другими художниками основал группу «Арт» с целью свержения консервативного академизма, который в то время все еще господствовал в афинской художественной жизни.
В 1918 Константинос Партенис завершил работу над росписью церкви святого Александра в Палео-Фалиро. В том же году состоялась его первая большая выставка в Заппейоне, на которой были представлены более 240 картин художника. Его слава начала расти. В 1920 году после проведенной выставки в Заппейоне он был награждён Национальной медалью искусств, а в 1937 году получил золотую медаль Международной выставки в Париже за работу «Геракл борется с амазонками». В 1938 принял участие в Венецианской биеннале, где итальянское правительство приобрело картину художника «Благовещение».
Выступая за модернизацию греческой жизни в целом, группа «Арт» была близка с Либеральной партией. Поэтому в 1930 году по инициативе Элефтериоса Венизелоса Константинос Партенис стал профессором Афинской школы изящных искусств. Среди его учеников были Яннис Моралис, Никос Хатзикириакос-Гикас, Диамантис Диамантопулос, Реа Леонтариту, Никос Энгонопулос и другие. Однако в 1947 году он все-таки подал в отставку, будучи не в состоянии терпеть консерватизм Академии.
В начале греко-итальянской войны 1940 года Константинос Партенис вместе с другими представителями греческой интеллигенции поддержал призыв встать на борьбу с фашизмом. Однако вскоре был парализован, оставался скованным параличом до самой смерти в 1967 году. Наибольшее количество работ художника представлено в Национальной художественной галерее Греции.